# Battaglia di Magnano
La battaglia di Magnano fu combattuta il 5 aprile 1799 nei pressi di Buttapietra, non lontano da Verona, tra l'esercito austriaco comandato da Paul Kray  e quello francese comandato da Barthélemy Schérer.
La battaglia, combattuta nelle prime fasi della guerra della Seconda coalizione, terminò con una vittoria austriaca e diede inizio all'avanzata delle forze coalizzate nell'Italia settentrionale.

## Contesto storico
Dopo il successo della campagna d'Italia del generale Bonaparte, la Francia aveva acquisito un'importante influenza nella scena politica italiana: con il trattato di Campoformio, aveva esteso la propria egemonia su gran parte della pianura Padana, su parte dell'Italia centrale ed aveva causato la fine della secolare Repubblica di Venezia.
Negli anni seguenti, altre due campagne avevano avuto notevoli sviluppi: nel 1798 il generale Berthier, storico capo di Stato maggiore di Napoleone, era entrato a Roma ed aveva proclamato la repubblica mentre l'anno seguente, Championnet e MacDonald avevano fatto lo stesso a Napoli.
Questi risultati militari, uniti all'occupazione francese dell'Egitto, avevano causato la preoccupazione delle principali potenze europee, che si mossero contro la Francia. Gli austriaci, assecondando i progetti del cancelliere von Thugut, iniziarono i negoziati per formare un'alleanza con l'Inghilterra e la Russia, pur non condividendone pienamente i propositi. Sebbene non vi fosse effettivamente alcun accordo preciso, l'Austria concesse il nulla osta al passaggio delle truppe russe sul proprio territorio.  Questa concessione causò la risposta del Direttorio, che dichiarò guerra all'Austria il 12 marzo 1799. 

## Antefatti
La primissima fase della guerra sul fronte italiano fu caratterizzata da una relativa staticità: gli austriaci di Paul Kray si erano posizionati tra Adige e Brenta in attesa dell'arrivo dei russi di Suvorov, abilissimo ed esperto generale che avrebbe dovuto prendere il comando dell'esercito della coalizione in Italia, mentre i francesi erano rimasti fermi in attesa di rinforzi dalla Svizzera. Infatti, il comandante Schérer progettava un'offensiva piuttosto complessa assieme all'Armata d'Helvetia di Massena, ma dovette rinunciarvi a causa della sconfitta di Jourdan a Stockach, che aveva complicato la situazione sul fronte tedesco. Pressato dal Direttorio, Schérer tentò un'offensiva in Veneto, attaccando Verona.
Nonostante l'inferiorità numerica, il piano di battaglia si dimostrò efficace, sebbene non fosse riuscito alla perfezione: il 26 marzo i francesi ottennero una vittoria a Pastrengo e se si fossero mossi con tutto l'esercito verso Verona, già attaccata il giorno precedente da Victor e Hatry senza un risultato decisivo, sarebbero riusciti a prendere la città e a guadagnare un decisivo vantaggio.

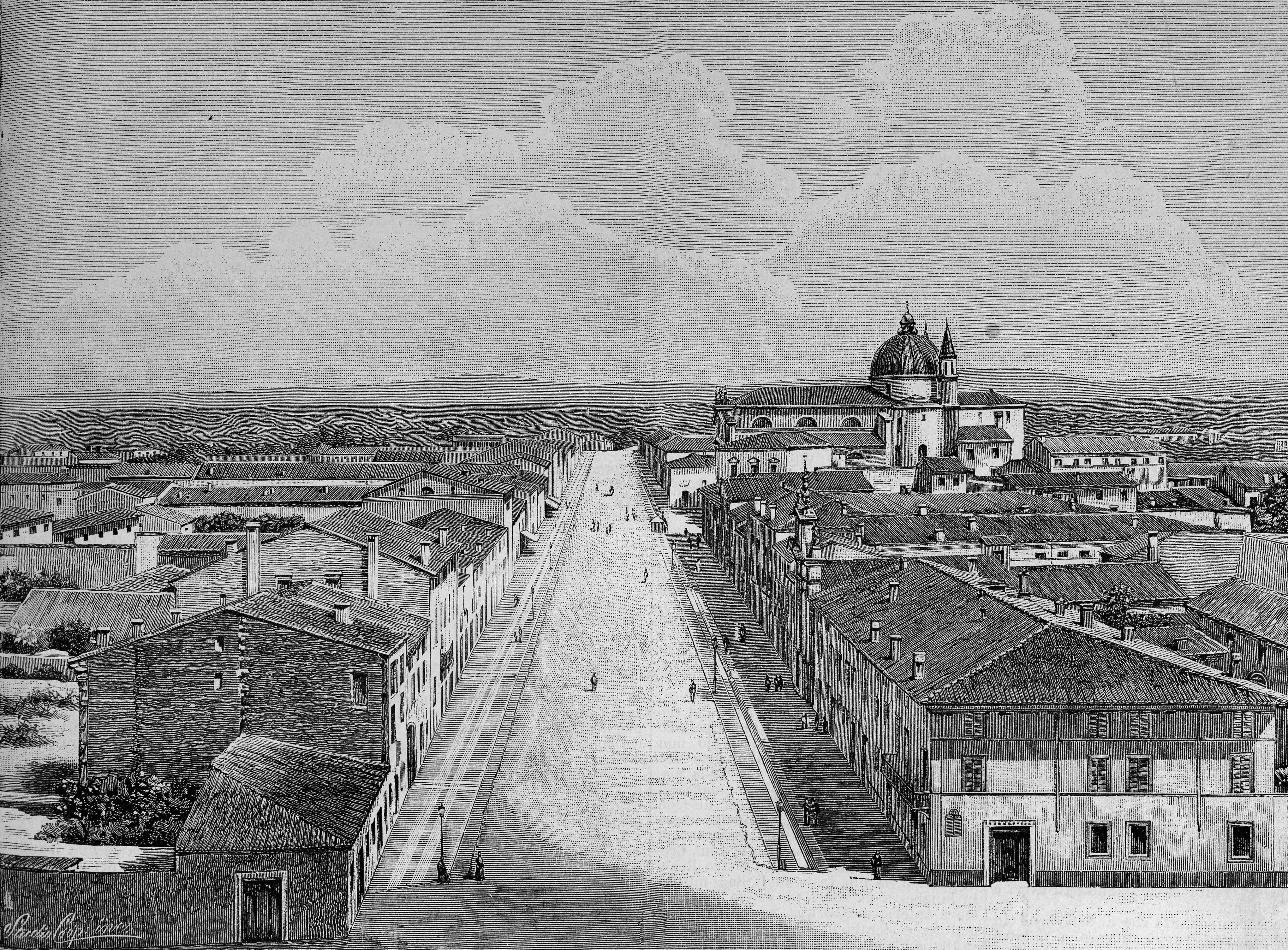
Villafranca nell'Ottocento

Schérer, esitò e gli austriaci riuscirono a rinforzare la città, vanificando gli sforzi dei giorni precedenti. Una successiva e bizzarra manovra, per tentare di passare tra Verona e Legnago, finì disastrosamente quando la divisione di Sérurier fu prima bloccata da von Elsnitz a Parona e poi attaccata dai rinforzi di Kray, costando ai francesi 1 500 tra morti e feriti e 1 200 prigionieri.
La situazione per i francesi era andata peggiorando: alle loro spalle, tra Valtellina e Tirolo, il generale Vukassovich aveva riportato delle vittorie e rischiava di attaccarli dalle retrovie. Schérer, accampato a Magnano con il corpo principale dell'esercito, sperava che una vittoria potesse riportare in alto il morale delle truppe ed allentare la morsa austriaca. Oltra a ciò, il generale francese era consapevole che Suvorov stava arrivando e che il tempo non era dalla sua parte.
Atteggiamento opposto era quello di Kray: volendo rifarsi del precedente scontro, era ansioso di dare battaglia e dimostrare le sue abilità sul campo. Una vittoria netta sui francesi avrebbe potuto portare ad una rapida conclusione della guerra prima che von Melas e Suvorov giungessero in Italia, prendendosi tutti i meriti del caso.

## La battaglia
Il 5 aprile i due eserciti vennero nuovamente a confronto. Si erano divisi entrambi in tre gruppi. I francesi si presentarono il seguente assetto: l'ala destra a San Giacomo, guidata da Victor e Grenier; il centro, comandato da Montrichard e Hatry, entrambi sotto la supervisione di Moreau, tra Verona e Villafranca, e la sinistra, guidata da Sérurier, rivolta a Villafranca con il compito di respingere le forze austriache lungo l'Adige e di risalirlo. Delmas aveva un'avanguardia a Dossobono, con il compito di supportare il centro.

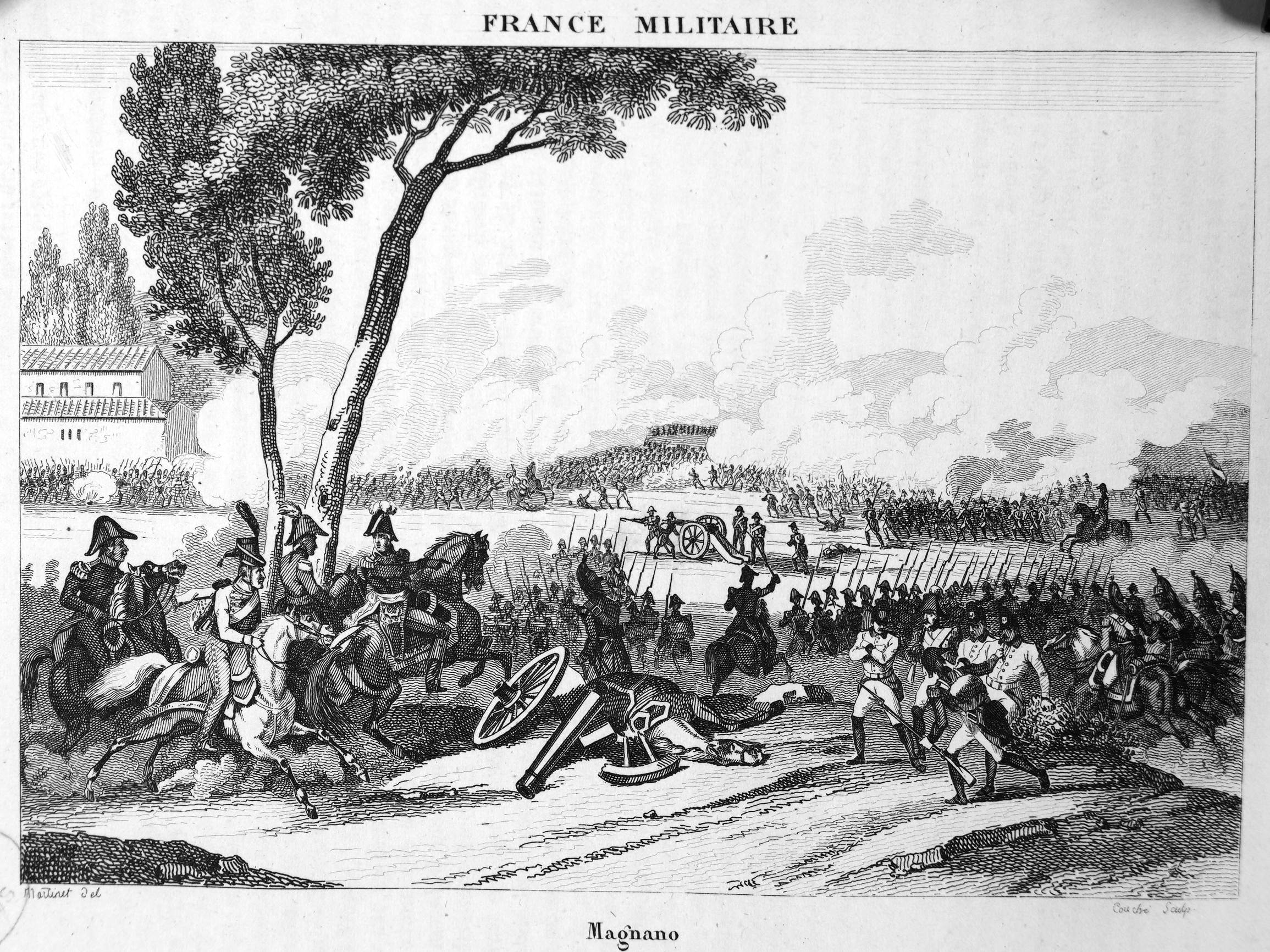
La battaglia di Magnano

Per gli austriaci, Zopf guidava l'ala destra, von Kaim il centro e Mercatin la sinistra. Davanti all'ala di Zopf vi era un'avanguardia, guidata da Hohenzollern, e alle loro spalle una riserva di 13 brigate, condotte da Lusignano, con il compito di assistere qualsiasi ala in difficoltà. Kray aveva inoltre comandato alla guarnigione che presidiava Legnago di uscire dalla fortezza ed attaccare il fianco destro dei francesi, muovendosi lungo la sponda del Po.
Nonostante l'inferiorità numerica, i francesi si batterono con estrema foga e valore, tanto da riuscire a respingere il nemico. Sérurier, cacciato una prima volta da Villafranca, radunò i propri uomini e ripartì all'attacco, riuscendo a prendere il paese, facendo circa 900 prigionieri. Gli scontri al centro erano iniziati verso le 11 del mattino, con Delmas che guidava l'avanzata e Moreau alle sue spalle a seguirlo. Victor e Grenier trovarono un'accanita resistenza a San Giacomo, ma riuscirono ad occupare il paese.

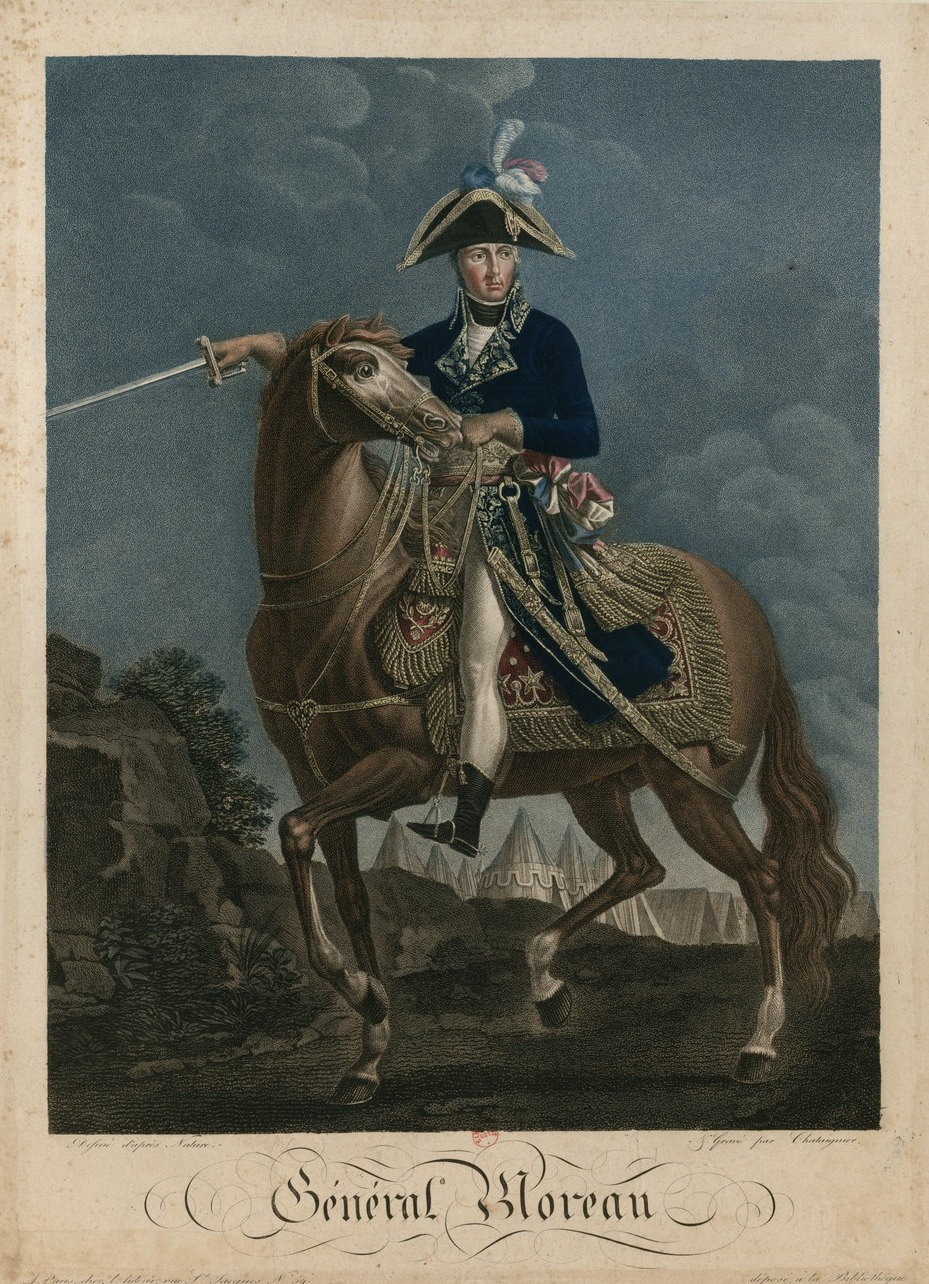
Jean Victor Marie Moreau

Kray tentò di attaccare le truppe di Moreau alle spalle, facendo in modo che una divisione si infilasse dietro il centro francese mentre questo avanzava e mentre l'avanguardia di Delmas era duramente pressata dalle forze austriache. La manovra non ebbe avuto l'effetto sperato solo grazie al talento di Moreau: invece che proseguire l'avanzata lungo una linea retta, con un'audace manovra Moreau fece voltare la sua divisione, colpendo sul fianco destro gli austriaci che avrebbero dovuto aggirarlo. La risposta di Moreau fu così efficace da mandare in fuga gli austriaci. La strada verso Verona era libera. Non volendo arrendersi, Kray ordinò al colonnello Lattermann e a nove dei battaglioni lasciati in riserva di avanzare: cinque avrebbero attaccato il fianco della formazione francese mentre altri tre avrebbero attaccato frontalmente, sulla sinistra dello schieramento francese. L'impeto dell'assalto fu tale da mandare in rotta i francesi, che fino a quel momento si erano battuti con sommo valore.
Schérer e Kray proposero la stessa soluzione altre due volte: prima furono i francesi a far avanzare le proprie riserve, respingendo gli austriaci di von Kaim fino quasi alle mura stesse di Verona, poi toccò agli austriaci, che mandarono gli ultimi battaglioni disponibili. Nonostante l'incredibile impatto delle riserve di Lusignano, queste non riuscirono immediatamente a respingere l'assalto francese, ma solo ad arrestarlo. La foga dei combattimenti era impressionante: entrambi gli schieramenti si batterono con furore per proseguire nell'avanzata, senza che uno dei due cedesse. Del resto, l'importanza di una vittoria al centro era immensa: una vittoria francese valeva Verona, una austriaca la fine dell'intera offensiva francese. La sorte arrise a questi ultimi: il centro francese cedette, dandosi alla fuga. I soldati imperiali li inseguirono e ne fecero strage. La divisione di Sérurier, che si era impossessata di Villafranca e lì era rimasta, fu colta alla sprovvista dall'arrivo dei nemici: non senza scompiglio, abbandonò la posizione e con essa salmerie, cannoni, feriti e buona parte dei prigionieri.

## Conseguenze e bilancio
Dopo dodici ore di combattimenti, dalle sei di mattina fino alla sera, 8 000 uomini francesi erano rimasti feriti, fatti prigionieri o caduti in battaglia. L'unica magra consolazione era che anche gli austriaci avevano subito perdite simili, sebbene inferiori. Tra le vittime illustri vi erano il generale Pijon per i francesi e Mercatin per gli imperiali.
Nonostante l'immenso valore dimostrato, i francesi non poterono fare altro che iniziare una ritirata verso la Lombardia. Inizialmente Schérer ordinò la ritirata sul Mincio, poi ripiegando ancora sull'Adda, nella speranza di riuscire a trattenere in mano francese almeno la città di Milano.
Per gli austriaci, invece, non vi era momento migliore: rinforzi in arrivo dalla Russia e francesi in ritirata. Subito dopo essere giunto in Italia, Suvorov lanciò un'offensiva sull'Adda, cacciando i francesi dalla Lombardia.